# مارکو پکواری
مارکو پکواری (انگلیسی: Marco Pecorari؛ زادهٔ ۲۱ سپتامبر ۱۹۷۷) بازیکن فوتبال اهل ایتالیا است.
از باشگاه‌هایی که در آن بازی کرده‌است می‌توان به باشگاه فوتبال اسپتزیا، باشگاه فوتبال آسکولی، باشگاه فوتبال لچه، باشگاه فوتبال یوونتوس، باشگاه فوتبال کروتونه، باشگاه فوتبال تریستیانا، باشگاه فوتبال امپولی، باشگاه فوتبال جنوآ، باشگاه فوتبال آولینو، و باشگاه فوتبال اتلتیکو آرتزو اشاره کرد.
وی همچنین در تیم‌های ملی فوتبال زیر ۱۷ سال ایتالیا، زیر ۱۸ سال ایتالیا، و زیر ۱۹ سال ایتالیا بازی کرده‌است.